# 昂林普-南瓦吉縣
5°52′51″S 144°42′26″E / 5.8809°S 144.7071°E
昂林普-南瓦吉縣（英語：Anglimp-South Waghi District），是巴布亞新畿內亞的縣份之一，位於新畿內亞島東部，由吉瓦卡省負責管轄，首府設於明季，面積1,970平方公里，2011年人口194,109，人口密度每平方公里99人。